# Williams (Arizona)
Williams je město v okrese Coconino County ve státě Arizona ve Spojených státech amerických.
K roku 2010 zde žilo 3 023 obyvatel. S celkovou rozlohou 113,4 km² byla hustota zalidnění 27 obyvatel na km².